# Гохфельден
Гохфельден (нім. Hochfelden ZH) — громада  в Швейцарії в кантоні Цюрих, округ Бюлах.

## Географія
Громада розташована на відстані близько 105 км на північний схід від Берна, 17 км на північ від Цюриха.
Гохфельден має площу 6,2 км², з яких на 9,7% дозволяється будівництво (житлове та будівництво доріг), 42,1% використовуються в сільськогосподарських цілях, 45,1% зайнято лісами, 3,1% не є продуктивними (річки, льодовики або гори).

## Демографія
2019 року в громаді мешкало 1982 особи (-0,7% порівняно з 2010 роком), іноземців було 13,8%. Густота населення становила 321 осіб/км².
За віковим діапазоном населення розподілялося таким чином: 22,9% — особи молодші 20 років, 60,1% — особи у віці 20—64 років, 17% — особи у віці 65 років та старші. Було 794 помешкань (у середньому 2,5 особи в помешканні).
Із загальної кількості 391 працюючого 25 було зайнятих в первинному секторі, 235 — в обробній промисловості, 131 — в галузі послуг.